# Ewer-Pass
Der Ewer-Pass ist ein 200 m hoher Gebirgspass auf Laurie Island im Archipel der Südlichen Orkneyinseln. Er verläuft von der Browns Bay zur Aitken Cove.
Das UK Antarctic Place-Names Committee benannte ihn 1988 nach dem Meteorologen Jack Renew Ewer (* 1918) vom Falkland Islands Dependencies Survey, der von Januar bis März 1947 am Kap Geddes und 1947 bis 1948 auf Deception Island stationiert sowie an der Durchquerung von Laurie Island über diesen Pass hinweg beteiligt war.